# Chiloepalpus callipygus
Chiloepalpus callipygus är en tvåvingeart som beskrevs av Jacques-Marie-Frangile Bigot 1857. Chiloepalpus callipygus ingår i släktet Chiloepalpus och familjen parasitflugor. Inga underarter finns listade i Catalogue of Life.